# Pielęgniczka kakadu
Pielęgniczka kakadu (Apistogramma cacatuoides) – gatunek słodkowodnej ryby z rodziny pielęgnicowatych (Cichlidae). Bywa hodowana w wielogatunkowych akwariach.

## Występowanie
Wschodnie Peru, dorzecze Amazonki

## Charakterystyka
Pokojowo usposobiona, ryba polecana raczej dla doświadczonych akwarystów. Może przebywać w zbiorniku wielogatunkowym, jednak trzeba liczyć się z tym, że w okresie godowym może zabić inne ryby. W akwarium wymaga gęstej roślinności, korzeni, kryjówek (np. łupiny orzechów kokosowych) oraz miękkiego podłoża.
Dymorfizm płciowy: samiec większy (dorasta do ok. 9 cm, samica do 4 cm długości). Dorosłe samce mają wydłużone pierwsze promienie płetwy grzbietowej.
Na jednego samca powinny przypadać 2–3 samice. Większą liczbę samców można trzymać w odpowiednio większym zbiorniku. Samica składa ok. 200 jajeczek ikry. Młode wylęgają się po ok. 3 dniach. Opiekę nad potomstwem sprawuje głównie samica.
Gatunek ten jest bardzo wrażliwy na zanieczyszczenia chemiczne wody, co utrudnia proces leczenia ewentualnych chorób.
| Zalecane warunki w akwarium | Zalecane warunki w akwarium                                                   |
| --------------------------- | ----------------------------------------------------------------------------- |
| Zbiornik                    | średni, minimum 70 cm (dla jednej pary)                                       |
| Temperatura wody            | 24–26 °C                                                                      |
| Twardość wody               | średnio twarda 6–15°n                                                         |
| Skala pH                    | 5,5–7                                                                         |
| Pokarm                      | drobny żywy, mrożony i w płatkach, dla narybku cyklop, larwy solowca, w pyłku |